# 4299 WIYN
A 4299 WIYN (ideiglenes jelöléssel 1952 QX) a Naprendszer kisbolygóövében található aszteroida. Az Indiana Egyetem fedezte fel 1952. augusztus 28-án.